# SN 2007C
SN 2007C – supernowa typu Ib odkryta 16 stycznia 2007 roku w galaktyce NGC 4981. Jej maksymalna jasność wynosiła 16,07m.